# アイマン・ザハビ
アイマン・ザハビ（Aiemann Zahabi、1987年11月19日 - ）は、カナダの男性総合格闘家。ケベック州ラヴァル出身。トライスタージム所属。UFC世界バンタム級ランキング10位。

## 来歴
父親の影響で護身のために15歳から格闘技のトレーニングを始めた。2012年、プロ総合格闘技デビュー。

### UFC
2017年4月9日、UFC初参戦となったUFC Fight Night: Lewis vs. Browneでレジナルド・ヴィエラと対戦し、3-0の判定勝ち。
2017年11月4日、UFC 217でリカルド・ラモスと対戦し、右スピニングバックエルボーで3RKO負け。キャリア初黒星を喫した。
2021年2月20日、UFC Fight Night: Blaydes vs. Lewisでドラコ・ロドリゲスと対戦し、右ストレートで1RKO勝ち。パフォーマンス・オブ・ザ・ナイトを受賞した。この試合はロドリゲスの体重超過により、140.5ポンド契約で行われた。
2024年11月2日、UFC Fight Night: Moreno vs. Albaziでペドロ・ムニョスと対戦し、3-0の判定勝ち。5連勝となった。

## 人物・エピソード
- 総合格闘技トレーナーでトライスタージムのオーナー兼ヘッドトレーナーのフィラス・ザハビは実兄。

## 戦績
| 総合格闘技 戦績 | 総合格闘技 戦績 | 総合格闘技 戦績 | 総合格闘技 戦績 | 総合格闘技 戦績 | 総合格闘技 戦績 | 総合格闘技 戦績 |
| --------------- | --------------- | --------------- | --------------- | --------------- | --------------- | --------------- |
| 15 試合         | (T)KO           | 一本            | 判定            | その他          | 引き分け        | 無効試合        |
| 13 勝           | 6               | 2               | 5               | 0               | 0               | 0               |
| 2 敗            | 2               | 0               | 0               | 0               | 0               | 0               |

| 勝敗 | 対戦相手                 | 試合結果                                 | 大会名                                   | 開催年月日     |
|      | マルロン・ヴェラ         |                                          | UFC Fight Night: de Ridder vs. Hernandez | 2025年10月18日 |
| ○    | ジョゼ・アルド           | 5分3R終了 判定3-0                        | UFC 315: Muhammad vs. Della Maddalena    | 2025年5月10日  |
| ○    | ペドロ・ムニョス         | 5分3R終了 判定3-0                        | UFC Fight Night: Moreno vs. Albazi       | 2024年11月2日  |
| ○    | ジャビッド・バシャラート | 5分3R終了 判定3-0                        | UFC Fight Night: Rozenstruik vs. Gaziev  | 2024年3月2日   |
| ○    | アオリ・チロン           | 1R 1:04 KO（左フック→パウンド）          | UFC 289: Nunes vs. Aldana                | 2023年6月10日  |
| ○    | リッキー・トゥルシオス   | 5分3R終了 判定3-0                        | UFC on ESPN 39: dos Anjos vs. Fiziev     | 2022年7月9日   |
| ○    | ドラコ・ロドリゲス       | 1R 3:05 KO（右ストレート）               | UFC Fight Night: Blaydes vs. Lewis       | 2021年2月20日  |
| ×    | ヴィンス・モラレス       | 5分3R終了 判定0-3                        | UFC Fight Night: Iaquinta vs. Cowboy     | 2019年5月4日   |
| ×    | リカルド・ラモス         | 3R 1:58 KO（右スピニングバックエルボー） | UFC 217: Bisping vs. St-Pierre           | 2018年11月4日  |
| ○    | レジナルド・ヴィエラ     | 5分3R終了 判定3-0                        | UFC Fight Night: Lewis vs. Browne        | 2017年2月19日  |
| ○    | カイル・オリベイラ       | 1R 2:17 TKO（膝の負傷）                  | Prestige FC 2                            | 2016年3月12日  |
| ○    | ジェレミー・ディキアラ   | 1R 0:18 TKO（パンチ連打）                | Hybrid Pro Series 4                      | 2015年10月17日 |
| ○    | スコット・ファーハット   | 1R 2:36 KO（右フック→パウンド）          | Rivals MMA 1                             | 2015年3月13日  |
| ○    | ウェスリー・ボウマン     | 1R 4:40 アンクルロック                   | Hybrid Pro Series 2                      | 2014年11月15日 |
| ○    | フィリップ・デシャンボー | 1R 2:33 リアネイキドチョーク             | Wednesday Night Fights 1                 | 2014年3月5日   |
| ○    | カイル・ビビアン         | 1R 1:28 TKO（パウンド）                  | SLAMM 1                                  | 2012年11月30日 |

## 表彰
- UFC パフォーマンス・オブ・ザ・ナイト（1回）